# Arthur Hobrecht
Arthur Heinrich Ludolf Johnson Hobrecht, född 14 augusti 1824 i Berent nära Danzig, död 7 juli 1912 i Lichterfelde i nuvarande Berlin, var en tysk politiker.
Hobrecht inträdde 1847 i preussisk statstjänst och var 1850–60 anställd i flera provinsregeringer och därefter i inrikesministeriet. År 1863 valdes han till överborgmästare i Breslau och 1872 till samma uppdrag i Berlin och var tillika medlem av herrehuset. Under tiden mars 1878 till juli 1879 var han preussisk finansminister, men tvingades avgå, då han blev oenig med Otto von Bismarck om skattereformerna. Han invaldes därefter i det preussiska underhuset, där han hade säte intill 1893 samt var 1881–84 och åter 1886–90 medlem av tyska riksdagen, och var i båda församlingarna en av ledarna för Tyska nationalliberala partiet.
Han var bror till Berlins stadsplanerare James Hobrecht.